# Jean B. Fletcher
Pour les articles homonymes, voir Fletcher.
Jean Bodman Fletcher, née le 20 janvier 1915 à Boston et morte le 13 septembre 1965, est une architecte américaine. Elle est cofondatrice du cabinet the Architects Collaborative.
Elle est diplômée du Smith College en 1937 et du Cambridge School en 1941 ; cette dernière est une école d'architecture féminine affiliée à Harvard. Avec son époux, Norman C. Fletcher, ainsi qu'avec un autre couple d'architectes, John C. Harkness et Sarah P. Harkness, elle remporte de nombreux concours d'architecture. Avec son mentor Walter Gropius, ils fondent le cabinet the Architects Collaborative.
Jean Bodman Fletcher meurt d'un cancer du sein en 1965 à l'âge de 50 ans. 